# 認識
認識（）は、基本的には哲学の概念で、主体あるいは主観が対象を明確に把握することを言う。知識とほぼ同義の語であるが、日常語の知識と区別され、知識は主に認識によって得られた「成果」を意味するが、認識は成果のみならず、対象を把握するに至る「作用」を含む概念である。

## 哲学における認識
認識は、伝統的には、大きく経験的認識と理性的認識に分けられ、さらにその論者の哲学体系により異なる部分もあるが、おおむね、直観的認識、感性的認識、理性的認識、知性的認識などがあるとされる。それぞれの認識の成立には、感性、直観、理性、そして知性ないし悟性などの主観あるいは精神の機能が働くとされる。
認識についての哲学における研究分野が認識論である。認識の起源、認識の本質、真理論などで様々な解釈がある。

## 心理学における認識
科学としての心理学においても、認識（Cognition）という概念・用語が使用される。心理学の場合、科学であるため、基本的に外界の素朴実在論を前提としており、このため、哲学における認識とは異なる定義や概念となる。
心理学で、またその他の関連分野で使用される「Cognition」という言葉・概念は、場合によって「認知」という訳語が相応しい場合がある。en:Cognitive science などは、認識科学ではなく、認知科学である。また、en:Cognitive psychology は心理学の分野のひとつであるが、これは認知心理学という。認識心理学とは言わない。

### 心理学での認識過程
心理学では、認識とは、心的な過程のひとつで、外界から得た情報が意味づけされた上で意識に上ることを言う。ここで、外界からの情報が知覚である。これは、身体からの信号である感覚をもとに構成されたものとなる。
この知覚に対して意味づけを行う過程には知性的能力（理性・悟性）や知識が介在し、同じ対象に対しても個人ごとに同じ認識をしているとは限らない。
ここで、知覚していることは必ずしも認識していることを意味しない。いわゆる、「見ている」と「見えている」の違いである。

また、認識はそれだけではブラックボックスで、行動・発話などの出力行為によってのみ客観的に確認できるものである。

## 情報工学における認識
情報工学においては、外部から得られたデータをもとに、その中から意味のある対象を感覚器官（あるいはセンサー）で見たもの、聞いたものを意味づけする過程のことを認識と呼ぶ。
例えば、画像データの中からヒトを見つけ出し、それがヒトであるというデータを生成するような技術のことであり、このように自然情報から対象を拾い出す処理は特にパターン認識と呼ばれる。
パターン認識は生体認証、OCR、音声認識など様々な分野への応用が実用化されている。